# Elecciones de Baden-Wurtemberg de 1964
Las elecciones estatales de Baden-Württemberg de 1964 se llevaron a cabo el 26 de abril. La CDU tuvo grandes ganancias pero perdió la mayoría absoluta solo por 2 escaños. El primer ministro Kurt Georg Kiesinger formó una coalición de CDU-FDP. El único partido de oposición que se mantuvo en el Parlamento fue el SPD.
Los resultados fueron:
| Partido Político | Partido Político                           | Porcentaje | Escaños |
| ---------------- | ------------------------------------------ | ---------- | ------- |
|                  | Unión Cristianodemócrata de Alemania (CDU) | 46.18      | 59      |
|                  | Partido Socialdemócrata de Alemania (SPD)  | 37.30      | 47      |
|                  | Partido Liberal de Alemania (FDP/DVP)      | 13.05      | 14      |